# Каминское (Середино-Будский район)
Каминское (укр. Камінське) — село,
Каменский сельский совет,
Середино-Будский район,
Сумская область,
Украина.
Село ликвидировано в 1988 году .

## Географическое положение
Село Каминское находится на левом берегу реки Свига,
выше по течению на расстоянии в 1 км расположено село Пилипы,
ниже по течению на расстоянии в 1,5 км расположено село Пигаревка.

## История
- 1988 — село ликвидировано [1].